# Eurocopa Femenina de Fútbol Sala de 2023
La Eurocopa Femenina de Fútbol Sala de 2023 será la tercera edición de este torneo de selecciones nacionales absolutas femenina pertenecientes a la Unión de Asociaciones Europeas de Fútbol. La fase final se llevará a cabo del 17 al 19 de marzo de 2023 en una sede por determinar.
En esta edición debuta la selección de Letonia, y no participa Armenia con respecto a la edición anterior.

## Países participantes
| - Bélgica - Bielorrusia - Bosnia y Herzegovina - Croacia - Eslovaquia - Eslovenia | - España - Finlandia - Gibraltar - Hungría - Irlanda del Norte - Italia | - Kazajistán - Letonia - Lituania - Moldavia - Países Bajos - Polonia | - Portugal - República Checa - Rusia - Serbia - Suecia - Ucrania |

### Rondas
1. Una ronda preliminar con tres grupos de cuatro selecciones cada uno, que disputaran los mini-torneos en una sede entre el 10 y el 15 de mayo de 2022. Las ganadoras de los tres grupos, y las dos mejores segundas clasificada pasaran a la ronda principal.
2. Una ronda principal donde las tres ganadoras de la ronda preliminar, y las dos mejores segundas clasificada, se unirán a las 11 selecciones clasificadas con un mayor ranking en cuatro grupos de cuatro que jugarán mini-torneos en diferentes sedes entre el 18 y el 23 de octubre de 2022. Las cuatro primeras de cada grupo pasarán a la fase final del torneo. Rusia fue excluida de la competición.
3. Una fase de final donde las cuatro selecciones clasificadas para jugar en un mini-torneo de semifinal y final, entre el 25 y el 27 de marzo de 2023.

### Sorteo
El sorteo de las dos primeras rondas se celebró el 18 de febrero de 2022.

## Resultados

### Ronda Preliminar

#### Grupo A
| Equipo            | Pts | PJ | PG | PE | PP | GF | GC | Dif |
| ----------------- | --- | -- | -- | -- | -- | -- | -- | --- |
| Países Bajos      | 9   | 3  | 3  | 0  | 0  | 13 | 2  | +11 |
| Serbia            | 6   | 3  | 2  | 0  | 1  | 12 | 6  | +6  |
| Irlanda del Norte | 3   | 3  | 1  | 0  | 2  | 5  | 5  | 0   |
| Letonia           | 0   | 3  | 0  | 0  | 3  | 1  | 18 | -17 |

| 11 de mayo de 2022 | Irlanda del Norte | 1:2 (1:1) | Serbia                           | Sports Hall Vlade Divac, Vrnjačka Banja, Serbia                      |                                                                      |
|                    | - McKay 13'36'    | Reporte   | - 14'09' Vukovic - 26'13' Trišić | Asistencia: 30 espectadores Árbitro(s): Mariia Glekova Martin Køster | Asistencia: 30 espectadores Árbitro(s): Mariia Glekova Martin Køster |

| 11 de mayo de 2022 | Países Bajos                                                         | 6:0 (4:0) | Letonia | Sports Hall Vlade Divac, Vrnjačka Banja, Serbia                                  |                                                                                  |
|                    | - Drost 2'22' - De Groen 6'18', 14'18' - Hand 13'23', 28'17', 28'25' | Reporte   |         | Asistencia: 20 espectadores Árbitro(s): Dominykas Norkus Zyl Robert Fred Sheriff | Asistencia: 20 espectadores Árbitro(s): Dominykas Norkus Zyl Robert Fred Sheriff |

| 12 de mayo de 2022 | Irlanda del Norte | 0:2 (0:1) | Países Bajos                         | Sports Hall Vlade Divac, Vrnjačka Banja, Serbia                        |                                                                        |
|                    |                   | Reporte   | - Verschoor 16'02' - De Groen 28'15' | Asistencia: 10 espectadores Árbitro(s): Martin Køster Dominykas Norkus | Asistencia: 10 espectadores Árbitro(s): Martin Køster Dominykas Norkus |

| 12 de mayo de 2022 | Serbia | 8:0 (4:0) | Letonia | Sports Hall Vlade Divac, Vrnjačka Banja, Serbia                                |                                                                                |
|                    | - Vukovic 0'55' - Knežević 6'10' - Janković 13'12' - Marjanović 19'51' - Marenić 23'19', 33'49' - Garanča 26'17' - Trbojević 32'20' | Reporte   |         | Asistencia: 50 espectadores Árbitro(s): Zyl Robert Fred Sheriff Mariia Glekova | Asistencia: 50 espectadores Árbitro(s): Zyl Robert Fred Sheriff Mariia Glekova |

| 14 de mayo de 2022 | Letonia          | 1:4 (0:4) | Irlanda del Norte                                 | Sports Hall Vlade Divac, Vrnjačka Banja, Serbia                                |                                                                                |
|                    | - Garanča 32'54' | Reporte   | - Brown 1'59' - McKay 11'50', 12'41' - Rea 18'43' | Asistencia: 10 espectadores Árbitro(s): Zyl Robert Fred Sheriff Mariia Glekova | Asistencia: 10 espectadores Árbitro(s): Zyl Robert Fred Sheriff Mariia Glekova |

| 14 de mayo de 2022 | Serbia                   | 2:5 (1:2) | Países Bajos                                                      | Sports Hall Vlade Divac, Vrnjačka Banja, Serbia                         |                                                                         |
|                    | - Vukovic 16'47', 32'09' | Reporte   | - De Groen 6'20', 9'44' - Drost 24'27', 25'22' - Kortlever 38'38' | Asistencia: 100 espectadores Árbitro(s): Martin Køster Dominykas Norkus | Asistencia: 100 espectadores Árbitro(s): Martin Køster Dominykas Norkus |

#### Grupo B
| Equipo     | Pts | PJ | PG | PE | PP | GF | GC | Dif |
| ---------- | --- | -- | -- | -- | -- | -- | -- | --- |
| Bélgica    | 7   | 3  | 2  | 1  | 0  | 19 | 6  | +13 |
| Eslovaquia | 7   | 3  | 2  | 1  | 0  | 9  | 5  | +4  |
| Gibraltar  | 1   | 3  | 0  | 1  | 2  | 9  | 13 | -4  |
| Moldavia   | 1   | 3  | 0  | 1  | 2  | 6  | 19 | -13 |

| 11 de mayo de 2022 | Bélgica | 12:1 (5:0) | Moldavia       | Tercentenary Sports Hall, Gibraltar                                             |                                                                                 |
|                    | - Van Roie 1'07', 25'45', 37'21' - T. Van Den Bergh 6'10', 34'07' - Gomboso 7'24', 24'40', 38'23' - Drumont 11'58' - Wielockx 13'31', 32'51' - Peeters 36'06' | Reporte    | - 35'20' Bîrca | Asistencia: 20 espectadores Árbitro(s): Roosa-Maria Karoliina Tuomi Daniel Deca | Asistencia: 20 espectadores Árbitro(s): Roosa-Maria Karoliina Tuomi Daniel Deca |

| 11 de mayo de 2022 | Eslovaquia                                                  | 4:2 (3:0) | Gibraltar                            | Tercentenary Sports Hall, Gibraltar                                        |                                                                            |
|                    | - Valová 3'50', 13'34' - Tyčiaková 16'23' - Rybanská 20'59' | Reporte   | - 20'25' Neale - 37'24' Naomi Victor | Asistencia: 600 espectadores Árbitro(s): Annamaria Tolnay Slawomir Steczko | Asistencia: 600 espectadores Árbitro(s): Annamaria Tolnay Slawomir Steczko |

| 12 de mayo de 2022 | Eslovaquia      | 1:1 (1:0) | Bélgica          | Tercentenary Sports Hall, Gibraltar                                                  |                                                                                      |
|                    | - Hanková 2'08' | Reporte   | - 32'26' Drumont | Asistencia: 15 espectadores Árbitro(s): Slawomir Steczko Roosa-Maria Karoliina Tuomi | Asistencia: 15 espectadores Árbitro(s): Slawomir Steczko Roosa-Maria Karoliina Tuomi |

| 12 de mayo de 2022 | Gibraltar                                                    | 3:3 (2:1) | Moldavia                               | Tercentenary Sports Hall, Gibraltar                                   |                                                                       |
|                    | - Naomi Victor 12'06' - Gilbert 19'59' - Salah El-Din 23'40' | Reporte   | - 12'51', 33'53' Ciobanu - 36'30' Holt | Asistencia: 410 espectadores Árbitro(s): Daniel Deca Annamaria Tolnay | Asistencia: 410 espectadores Árbitro(s): Daniel Deca Annamaria Tolnay |

| 14 de mayo de 2022 | Gibraltar                                                                        | 4:6 (1:3) | Bélgica                                                                                           | Tercentenary Sports Hall, Gibraltar                                   |                                                                       |
|                    | - Gilbert 0'24' - Salah El-Din 21'34' - Mascarenhas-Olivero 31'39' - Karp 33'49' | Reporte   | - 7'16', 16'29', 39'59' Gomboso - 10'24' Lorena García - 22'28' T. Van Den Bergh - 34'21' Drumont | Asistencia: 348 espectadores Árbitro(s): Slawomir Steczko Daniel Deca | Asistencia: 348 espectadores Árbitro(s): Slawomir Steczko Daniel Deca |

| 14 de mayo de 2022 | Moldavia                         | 2:4 (1:1) | Eslovaquia                                                         | Tercentenary Sports Hall, Gibraltar                                                 |                                                                                     |
|                    | - Ciobanu 9'21' - Catarău 39'26' | Reporte   | - 9'39', 37'13' Kucharčíková - 29'01' Majtényiová - 39'35' Hanková | Asistencia: 7 espectadores Árbitro(s): Annamaria Tolnay Roosa-Maria Karoliina Tuomi | Asistencia: 7 espectadores Árbitro(s): Annamaria Tolnay Roosa-Maria Karoliina Tuomi |

#### Grupo C
| Equipo               | Pts | PJ | PG | PE | PP | GF | GC | Dif |
| -------------------- | --- | -- | -- | -- | -- | -- | -- | --- |
| Eslovenia            | 9   | 3  | 3  | 0  | 0  | 23 | 2  | +21 |
| Bosnia y Herzegovina | 6   | 3  | 2  | 0  | 1  | 19 | 9  | +10 |
| Lituania             | 1   | 3  | 0  | 1  | 2  | 2  | 16 | -15 |
| Kazajistán           | 1   | 3  | 0  | 1  | 2  | 5  | 22 | -17 |

| 11 de mayo de 2022 | Eslovenia                                     | 3:1 (2:0) | Bosnia y Herzegovina | Prienai Arena, Prienai, Lituania                                           |                                                                            |
|                    | - Novak 14'03' - Marković 19'47' - Kos 21'01' | Reporte   | - 34'49' Milović     | Asistencia: 15 espectadores Árbitro(s): David Glavonjic Florentina Kallaba | Asistencia: 15 espectadores Árbitro(s): David Glavonjic Florentina Kallaba |

| 11 de mayo de 2022 | Kazajistán | 0:0 (0:0) | Lituania | Prienai Arena, Prienai, Lituania                                           |                                                                            |
|                    |            | Reporte   |          | Asistencia: 65 espectadores Árbitro(s): Darko Boskovic Monika Czudzinowicz | Asistencia: 65 espectadores Árbitro(s): Darko Boskovic Monika Czudzinowicz |

| 12 de mayo de 2022 | Kazajistán        | 1:11 (1:8) | Eslovenia | Prienai Arena, Prienai, Lituania                                            |                                                                             |
|                    | - Fedyakina 1'33' | Reporte    | - 0'11', 4'06', 34'41' Škvorc - 10'00', 16'34' Ložar - 11'19' Žvokelj - 13'45' Tkach - 14'30' Adamič - 19'40' Novak - 34'21' Krajnc - 38'27' Kozina | Asistencia: 10 espectadores Árbitro(s): Monika Czudzinowicz David Glavonjic | Asistencia: 10 espectadores Árbitro(s): Monika Czudzinowicz David Glavonjic |

| 12 de mayo de 2022 | Lituania                 | 2:7 (2:4) | Bosnia y Herzegovina                                                                       | Prienai Arena, Prienai, Lituania                                          |                                                                           |
|                    | - Dockaitė 7'22', 17'11' | Reporte   | - 2'53', 9'55' Bagarić - 3'56', 24'56', 32'53' Crnoja - 13'18' Alibašić - 38'51' Mujanović | Asistencia: 50 espectadores Árbitro(s): Florentina Kallaba Darko Boskovic | Asistencia: 50 espectadores Árbitro(s): Florentina Kallaba Darko Boskovic |

| 14 de mayo de 2022 | Bosnia y Herzegovina | 11:4 (5:3) | Kazajistán                                         | Prienai Arena, Prienai, Lituania                                           |                                                                            |
|                    | - Milović 2'16', 16'47' - Trumić 9'26', 15'17', 30'33' - Bagarić 15'47', 32'47', 39'13' - Mujanović 32'09' - Njeguš 37'52' - Crnoja 39'59' | Reporte    | - 0'31', 19'01', 22'20' Vyldanova - 5'08' Sadykova | Asistencia: 25 espectadores Árbitro(s): Darko Boskovic Monika Czudzinowicz | Asistencia: 25 espectadores Árbitro(s): Darko Boskovic Monika Czudzinowicz |

| 14 de mayo de 2022 | Lituania | 0:9 (0:4) | Eslovenia | Prienai Arena, Prienai, Lituania                                           |                                                                            |
|                    |          | Reporte   | - 3'23' Ermenc Ines - 9'18' Ložar - 11'09' Žvokelj - 19'07' Šnofl - 21'05', 21'23', 28'24' Kos - 25'40' Kozina - 35'37' Krajnc | Asistencia: 75 espectadores Árbitro(s): David Glavonjic Florentina Kallaba | Asistencia: 75 espectadores Árbitro(s): David Glavonjic Florentina Kallaba |

#### Mejores segundos
Para determinar el mejor subcampeón, solo se tienen en cuenta los resultados de los equipos subcampeones frente al primer y tercer clasificado de su grupo.
| Equipo               | Pts | PJ | PG | PE | PP | GF | GC | Dif |
| -------------------- | --- | -- | -- | -- | -- | -- | -- | --- |
| Eslovaquia           | 4   | 2  | 1  | 1  | 0  | 5  | 3  | +2  |
| Bosnia y Herzegovina | 3   | 2  | 1  | 0  | 1  | 8  | 5  | +3  |
| Serbia               | 3   | 2  | 1  | 0  | 1  | 4  | 6  | -2  |

### Ronda Principal

#### Grupo 1
| Equipo    | Pts | PJ | PG | PE | PP | GF | GC | Dif |
| --------- | --- | -- | -- | -- | -- | -- | -- | --- |
| España    | 9   | 3  | 3  | 0  | 0  | 27 | 3  | +24 |
| Suecia    | 4   | 3  | 1  | 1  | 1  | 7  | 11 | -4  |
| Finlandia | 3   | 3  | 1  | 0  | 2  | 13 | 10 | +3  |
| Bélgica   | 1   | 3  | 0  | 1  | 2  | 3  | 26 | -23 |

| 19 de octubre de 2022 | España | 14:0 (8:0) | Bélgica | Energia Areena, Vantaa, Finlandia             |                                               |
|                       | - Anita Luján 5'14' - Vane Sotelo 5'36', 27'57', 37'05' - Anita Pino 6'45', 22'37' - Irene Samper 12'20' - Mayte Mateo 14'03' - Noelia Montoro 14'56' - Irene Córdoba 18'21', 19'50', 33'32' - Ale de Paz 29'12' - Peque 37'51' | Reporte    |         | Árbitro(s): Fatma Özlem Tursun Viktor Bugenko | Árbitro(s): Fatma Özlem Tursun Viktor Bugenko |

| 19 de octubre de 2022 | Suecia                                | 3:2 (2:0) | Finlandia                       | Energia Areena, Vantaa, Finlandia          |                                            |
|                       | - Aguilar 1'23', 31'58' - Glans 3'55' | Reporte   | - 31'08' Mäntylä - 37'03' Viren | Árbitro(s): Dominykas Norkus Stephen Vella | Árbitro(s): Dominykas Norkus Stephen Vella |

| 20 de octubre de 2022 | Suecia         | 1:6 (0:4) | España | Energia Areena, Vantaa, Finlandia           |                                             |
|                       | - Kiryo 20'31' | Reporte   | - 2'28' Vane Sotelo - 3'23' Luci Gómez - 12'09' Irene Samper - 16'14' Noelia Montoro - 22'18' Peque - 24'57' Ale de Paz | Árbitro(s): Viktor Bugenko Dominykas Norkus | Árbitro(s): Viktor Bugenko Dominykas Norkus |

| 20 de octubre de 2022 | Finlandia | 9:0 (6:0) | Bélgica | Energia Areena, Vantaa, Finlandia |               |
|                       | - Herranen 2'55' - Viren 5'17', 24'24', 39'44' - Mäntylä 6'30' - Hannula 8'32' - Lind 9'47', 10'31' - Ylikraka 29'22' | Reporte   |         | Árbitro(s): -                     | Árbitro(s): - |

| 22 de octubre de 2022 | Bélgica                                         | 3:3 (1:1) | Suecia                                         | Energia Areena, Vantaa, Finlandia           |                                             |
|                       | - Bakar 19'31' - Meyers 23'11' - Drumont 30'23' | Reporte   | - 19'45' Glans - 25'31' Aguilar - 29'44' Kiryo | Árbitro(s): Viktor Bugenko Dominykas Norkus | Árbitro(s): Viktor Bugenko Dominykas Norkus |

| 22 de octubre de 2022 | Finlandia            | 2:7 (2:5) | España | Energia Areena, Vantaa, Finlandia            |                                              |
|                       | - Lind 5'50', 12'34' | Reporte   | - 0'26', 2'35', 20'09' Vane Sotelo - 2'48' Ale de Paz - 3'12' Lauermaa - 13'51' Dany Domingos - 31'28' Mayte Mateo | Árbitro(s): Stephen Vella Fatma Özlem Tursun | Árbitro(s): Stephen Vella Fatma Özlem Tursun |

#### Grupo 2
| Equipo       | Pts | PJ | PG | PE | PP | GF | GC | Dif |
| ------------ | --- | -- | -- | -- | -- | -- | -- | --- |
| Ucrania      | 7   | 3  | 2  | 1  | 0  | 11 | 4  | +7  |
| Países Bajos | 6   | 3  | 2  | 0  | 1  | 5  | 6  | -1  |
| Polonia      | 4   | 3  | 1  | 1  | 1  | 4  | 3  | +1  |
| Croacia      | 0   | 3  | 0  | 0  | 3  | 1  | 8  | -7  |

| 19 de octubre de 2022 | Croacia | 0:2 (0:1) | Polonia                           | Hala Sportowa UAM Morasko, Poznan, Polonia            |                                                       |
|                       |         | Reporte   | - 0'42' Kubaszek - 30'35' Moskała | Árbitro(s): Cristiano José Cardoso Santos Ugur Cakmak | Árbitro(s): Cristiano José Cardoso Santos Ugur Cakmak |

| 19 de octubre de 2022 | Ucrania                                                                | 5:2 (2:0) | Países Bajos           | Hala Sportowa UAM Morasko, Poznan, Polonia |                                          |
|                       | - Tytova 6'24', 8'10' - Forsuik 24'43' - Ruban 30'46' - Kyslova 34'34' | Reporte   | - 38'01', 38'11' Prijs | Árbitro(s): Norbert Szilágyi Juan Boelen   | Árbitro(s): Norbert Szilágyi Juan Boelen |

| 20 de octubre de 2022 | Croacia              | 1:5 (1:1) | Ucrania                                                                   | Hala Sportowa UAM Morasko, Poznan, Polonia            |                                                       |
|                       | - Stipančević 15'14' | Reporte   | - 16'04' Ruban - 21'27', 31'12' Tytova - 30'56' Dubytska - 34'06' Forsiuk | Árbitro(s): Juan Boelen Cristiano José Cardoso Santos | Árbitro(s): Juan Boelen Cristiano José Cardoso Santos |

| 20 de octubre de 2022 | Polonia         | 1:2 (0:0) | Países Bajos                    | Hala Sportowa UAM Morasko, Poznan, Polonia |                                          |
|                       | - Chóras 23'39' | Reporte   | - 25'03' Veltrop - 36'05' Prijs | Árbitro(s): Ugur Cakmak Norbert Szilágyi   | Árbitro(s): Ugur Cakmak Norbert Szilágyi |

| 22 de octubre de 2022 | Países Bajos  | 1:0 (1:0) | Croacia | Hala Sportowa UAM Morasko, Poznan, Polonia |                                          |
|                       | - Hand 11'36' | Reporte   |         | Árbitro(s): Norbert Szilágyi Ugur Cakmak   | Árbitro(s): Norbert Szilágyi Ugur Cakmak |

| 22 de octubre de 2022 | Polonia          | 1:1 (1:1) | Ucrania         | Hala Sportowa UAM Morasko, Poznan, Polonia            |                                                       |
|                       | - Fronczak 4'18' | Reporte   | - 15'00' Tytova | Árbitro(s): Cristiano José Cardoso Santos Juan Boelen | Árbitro(s): Cristiano José Cardoso Santos Juan Boelen |

#### Grupo 3
| Equipo      | Pts | PJ | PG | PE | PP | GF | GC | Dif |
| ----------- | --- | -- | -- | -- | -- | -- | -- | --- |
| Portugal    | 9   | 3  | 3  | 0  | 0  | 31 | 1  | +30 |
| Italia      | 6   | 3  | 2  | 0  | 1  | 15 | 5  | +10 |
| Eslovenia   | 1   | 3  | 0  | 1  | 2  | 3  | 23 | -20 |
| Bielorrusia | 1   | 3  | 0  | 1  | 2  | 3  | 23 | -20 |

| 20 de octubre de 2022 | Italia | 8:0 (1:0) | Eslovenia | Multiusos de Fafe, Fafe, Portugal          |                                            |
|                       | - Belli 0'23' - Pomposelli 25'22', 33'38' - Stumer Vanelli 27'16' - Adamatti 27'42' - Kranjc 34'22' - Ferrara 34'48' - Kranjc 39'59' | Reporte   |           | Árbitro(s): David Schaerli Yiangos Yiangou | Árbitro(s): David Schaerli Yiangos Yiangou |

| 20 de octubre de 2022 | Bielorrusia | 0:14 (0:8) | Portugal | Multiusos de Fafe, Fafe, Portugal         |                                           |
|                       |             | Reporte    | - 0'47', 35'18' Ana Azevedo - 1'25', 12'44', 22'19', 33'23' Carla Vanessa - 5'38' Tsikhavodava - 6'20', 17'12', 39'13' Janice Silva - 12'25' Shatsilenia - 19'41', 24'57', 27'21' Fifó | Árbitro(s): Ozan Soykan Ibrahim El Jilali | Árbitro(s): Ozan Soykan Ibrahim El Jilali |

| 21 de octubre de 2022 | Bielorrusia | 0:6 (0:3) | Italia                                                                 | Multiusos de Fafe, Fafe, Portugal            |                                              |
|                       |             | Reporte   | - 5'13', 16'18', 38'30' Dal Maz - 16'08', 31'00' Belli - 37'55' Grieco | Árbitro(s): Ibrahim El Jilali David Schaerli | Árbitro(s): Ibrahim El Jilali David Schaerli |

| 21 de octubre de 2022 | Portugal | 12:0 (7:0) | Eslovenia | Multiusos de Fafe, Fafe, Portugal       |                                         |
|                       | - Carla Vanessa 1'18', 11'31', 33'33', 37'09' - Jenny Santos 10'15' - Catia Morgado 10'23' - Janice Silva 12'56', 26'35' - Helena Nunes 16'57' - Carol Pedreira 19'57' - Ana Azevedo 32'44' - Buzic 37'53' | Reporte    |           | Árbitro(s): Yiangos Yiangou Ozan Soykan | Árbitro(s): Yiangos Yiangou Ozan Soykan |

| 23 de octubre de 2022 | Eslovenia                                   | 3:3 (2:0) | Bielorrusia                                  | Multiusos de Fafe, Fafe, Portugal             |                                               |
|                       | - Ermenc Ines 14'08', 27'27' - Ložar 14'31' | Reporte   | - 34'23', 38'46' Vasilyeva - 38'03' Buzinova | Árbitro(s): Yiangos Yiangou Ibrahim El Jilali | Árbitro(s): Yiangos Yiangou Ibrahim El Jilali |

| 23 de octubre de 2022 | Portugal                                                                         | 5:1 (1:0) | Italia           | Multiusos de Fafe, Fafe, Portugal      |                                        |
|                       | - Fifó 14'45' - Ana Azevedo 26'58' - Pisko 35'30' - Catia Morgado 37'31', 38'03' | Reporte   | - 26'31' Dal Maz | Árbitro(s): Ozan Soykan David Schaerli | Árbitro(s): Ozan Soykan David Schaerli |

#### Grupo 4
| Equipo               | Pts | PJ | PG | PE | PP | GF | GC | Dif |
| -------------------- | --- | -- | -- | -- | -- | -- | -- | --- |
| Hungría              | 7   | 3  | 2  | 1  | 0  | 7  | 3  | +4  |
| Bosnia y Herzegovina | 6   | 3  | 2  | 0  | 1  | 6  | 5  | +1  |
| Eslovaquia           | 2   | 3  | 0  | 2  | 1  | 5  | 6  | -1  |
| República Checa      | 1   | 3  | 0  | 1  | 2  | 6  | 10 | -4  |

| 19 de octubre de 2022 | Eslovaquia        | 1:1 (0:0) | Hungría       | Pabellón Deportivo Vodova, Brno, República Checa |                                        |
|                       | - Rybanská 21'29' | Reporte   | - 31'13' Koch | Árbitro(s): Chiara Perona Moshe Bohbot           | Árbitro(s): Chiara Perona Moshe Bohbot |

| 19 de octubre de 2022 | República Checa                    | 2:3 (1:2) | Bosnia y Herzegovina                     | Pabellón Deportivo Vodova, Brno, República Checa |                                               |
|                       | - Skálová 10'54' - Špičková 34'19' | Reporte   | - 2'50', 27'16' Glavota - 10'38' Vujadin | Árbitro(s): Dejan Veselic Monika Czudzinowicz    | Árbitro(s): Dejan Veselic Monika Czudzinowicz |

| 20 de octubre de 2022 | Hungría                                         | 3:2 (2:2) | Bosnia y Herzegovina             | Pabellón Deportivo Vodova, Brno, República Checa |                                               |
|                       | - Mujanović 13'59' - Zukić 16'05' - Folk 25'43' | Reporte   | - 9'10' Bagarić - 18'45' Glavota | Árbitro(s): Monika Czudzinowicz Chiara Perona    | Árbitro(s): Monika Czudzinowicz Chiara Perona |

| 20 de octubre de 2022 | Eslovaquia                                                                | 4:4 (1:3) | República Checa                                               | Pabellón Deportivo Vodova, Brno, República Checa |                                        |
|                       | - Kucharčíková 13'36' - Hanková 27'36' - Tyčiaková 31'46' - Valová 32'08' | Reporte   | - 0'19' A. Šturmová - 8'16', 21'21' Skálová - 16'21' Špičková | Árbitro(s): Moshe Bohbot Dejan Veselic           | Árbitro(s): Moshe Bohbot Dejan Veselic |

| 22 de octubre de 2022 | Bosnia y Herzegovina | 1:0 (1:0) | Eslovaquia | Pabellón Deportivo Vodova, Brno, República Checa |                                         |
|                       | - Alibašić 13'15'    | Reporte   |            | Árbitro(s): Chiara Perona Dejan Veselic          | Árbitro(s): Chiara Perona Dejan Veselic |

| 22 de octubre de 2022 | Hungría                                      | 3:0 (1:0) | República Checa | Pabellón Deportivo Vodova, Brno, República Checa |                                              |
|                       | - Kota 0'20' - C. Krascsenics 31'24', 37'24' | Reporte   |                 | Árbitro(s): Moshe Bohbot Monika Czudzinowicz     | Árbitro(s): Moshe Bohbot Monika Czudzinowicz |

### Ronda Final
La fase final se celebrará del 17 al 19 de marzo de 2023 en el pabellón Fonix Arena de Debrecen, Hungría. Participará el ganador de cada grupo de la fase principal, con un formato de semifinales y final.
|  | Semifinales | Semifinales |   |          | Final        | Final |  |
|  |             |             |   |          |              |       |  |
|  |             |             |   |          |              |       |  |
|  | España      | 3           |   |          |              |       |  |
|  | Portugal    | 2           |   |          |              |       |  |
|  |             |             |   |          |              |       |  |
|  |             |             |   |          |              |       |  |
|  |             |             |   |          | España       | 5     |  |
|  |             | Ucrania     | 1 |          |              |       |  |
|  |             |             |   |          |              |       |  |
|  |             |             |   |          |              |       |  |
|  |             |             |   |          | Tercer lugar |       |  |
|  |             |             |   |          |              |       |  |
|  | Ucrania     | 2           |   | Portugal | 12           |       |  |
|  | Hungría     | 1           |   |          | Hungría      | 0     |  |

### Semifinales
| 17 de marzo de 2023, 16:00 (UTC+1) | España                                                            | 3:2 (2:1) | Portugal                      | Fónix Arena, Debrecen                                                   |                                                                         |
|                                    | - Luci Gómez 7'56' - Noelia Montoro 13'31' - Irene Córdoba 27'21' | Reporte   | - 0'21', 26'57' Carla Vanessa | Asistencia: 1 150 espectadores Árbitro(s): Dejan Veselic - Mislav Džeko | Asistencia: 1 150 espectadores Árbitro(s): Dejan Veselic - Mislav Džeko |

| 17 de marzo de 2022, 19:30 (UTC+1) | Ucrania                 | 2:1 (1:1) | Hungría          | Fónix Arena, Debrecen                                                              |                                                                                    |
|                                    | - Shulha 14'32', 31'13' | Reporte   | - 11'04' Horváth | Asistencia: 2 094 espectadores Árbitro(s): Daniele D'adamo - Talgat Kosmukhambetov | Asistencia: 2 094 espectadores Árbitro(s): Daniele D'adamo - Talgat Kosmukhambetov |

### Tercer Puesto
| 19 de marzo de 2022, 17:00 (UTC+1) | Hungría | 0:12 (0:4) | Portugal | Fónix Arena, Debrecen                                                            |                                                                                  |
|                                    |         | Reporte    | - 1'57' Kota - 9'56', 19'03', 37'58' Carla Vanessa - 13'21' Sara Ferreira - 20'17' Lídia Moreira - 24'50', 26'44' Carol Rocha - 27'45', 29'29' Fifó - 31'18' Janice Silva - 35'22' Pisko | Asistencia: 1 123 espectadores Árbitro(s): Fatma Özlem Tursun - Dominykas Norkus | Asistencia: 1 123 espectadores Árbitro(s): Fatma Özlem Tursun - Dominykas Norkus |